# أورييل دا كوستا
أورييل دا كوستا أو أورييل أكوستا  (بالبرتغالية:.Uriel da Costaب) - (1585/1590 - 1640) هو فيلسوف هولندي من أصل برتغالي . ولد في البرتغال وتلقى تعليمًا مسيحيا كاثوليكيًا. وفي عام 1614 فرّ إلى هولندا، وهجر المسيحية إلى اليهودية لينتهي به الأمر في وقت لاحق مشككًا بالتعاليم المسيحية واليهودية على حدّ سواء. أعلن معارضته لقطعية الديانة اليهودية، واتهم الحاخامات بتحريف عقيدة موسى. انكر خلود النفس بعد الموت، وبسبب ارائه حرم مرتين من عضوية «المجتمع اليهودي». توفي سنة 1640م منتحراً.

## حياته
تظهر الكثير من تفاصيل حياته في سيرته الذاتية القصيرة، لكن على مدار القرنين الماضيين، أضافت وثائق مكتشفة في البرتغال وأمستردام وهامبورغ وغيرها الكثير إلى المعلومات المتوفرة عنه.
ولد كوستا في بورتو باسم غابرييل دا كوستا فيوزا. كان أسلافه كريستاوس نوفوس، أو مسيحيين جدد، تحولوا من اليهودية إلى الكاثوليكية بموجب مرسوم صادر عن الدولة عام 1497. كان والده تاجرًا دوليًا وجابيًا للضرائب.
بدراسة قانون الشريعة في جامعة كويمبرا بشكل متقطع بين عامي 1600 و 1608، بدأ دا كوستا بقراءة الكتاب المقدس والتأمل فيه بجدية، وشغل منصبًا إكليريكيًا. في سيرته الذاتية، صور كوستا عائلته على أنها كاثوليكيةً متدينةً. مع ذلك، فقد خضعوا عدة مرات لتحقيقات أجرتها محاكم التفتيش لأنهم كانوا «مبدلين» وكانت عاداتهم أقرب لليهودية منها للعادات المسيحية.
بعد وفاة والده، واجهت الأسرة صعوبات مالية أكبر بسبب الديون المتراكمة. خرجوا عام 1614 من مأزقهم عندما تسللوا من البرتغال وبحوزتهم مبلغ كبير من المال جمعوه أثناء جبيهم الضرائب لخورخي دي ماسكارينياس. اتخذت العائلة لها أسماء يهودية، وتوجهت إلى جماعتي السفارديم الرئيسيتين. بعد خضوعهم للختان حديثًا، أقام شقيقان في أمستردام، واثنان، منهما غابرييل مع والدتهما في هامبورغ. غير غابرييل اسمه ليصبح أورييل مع جيرانه اليهود، وآدم رومز في العلاقات الخارجية، بافتراض أنه كان مطلوبًا في البرتغال. استأنفوا جميعًا أعمالهم التجارية الدولية بعد ما استقروا.
لدى وصوله إلى هامبورغ، سرعان ما أصبح كوستا غير راضٍ عن الممارسات اليهودية التي شهدها. لقد بات مقتنعًا بأن القيادة الحاخامية كانت منشغلة للغاية بالطقوس والمواقف القانونية. تُعرف رسالته المكتوبة الأولى باسم «مقترحات ضد التقليد». شكك دا كوستا في إحدى عشرة أطروحة قصيرة في التباين بين عادات يهودية معينة والقراءة الحرفية لشريعة موسى، وحاول بشكل عام أن يثبت مستخدمًا المنطق والكتاب المقدس أن نظام القانون هذا كافٍ. عام 1616 أرسل النص إلى قادة الجالية اليهودية البارزة في البندقية. حكم البندقيون ضدها ودفعوا مجتمع هامبورغ إلى معاقبة كوستا بالنفي.
أسفرت محاولات كوستا التي قام بها عام 1616 إلى نفيه الرسمي من البندقية وهامبورغ. من غير المعروف ما معنى هذا الأمر في الممارسة العملية، فهو بالكاد يذكره في سيرته الذاتية. واصل كوستا أعماله الدولية وانتقل عام 1623 إلى أمستردام لسبب غير معروف. انزعج قادة مجتمع أمستردام السفارديون من وصول مهرطقٍ معروف، ونظموا جلسة استماع وافقوا فيها على الطرد الذي حددته السلطات السابقة.
كان كوستا يعمل في الوقت نفسه تقريبًا (في هامبورغ أو أمستردام) على أطروحة ثانية. سُرقت ثلاثة فصول من المخطوطة غير المنشورة، وشكلت هدفًا لدحضٍ سرعان ما نشره الأصولي صموئيل دا سيلفا من هامبورغ، لذلك وسع كوستا كتابه وضمّن النسخة المطبوعة ردودًا على دا سيلفا وبعض التنقيحات.
عام 1623، نشر كوستا كتابًا برتغاليًا بعنوان «دراسة تقاليد الفريسيون». يمتد عمل كوستا الثاني على أكثر من 200 صفحة. في الجزء الأول، يطوّر مقترحاته السابقة مع أخذ بعين الاعتبار استجابات مودينا وتصحيحاته، ثم يضيف في الجزء الثاني وجهات نظره الأحدث بأن الكتاب العبري، ولا سيما التوراة، لا يدعم فكرة خلود الروح. اعتقد كوستا أن هذه الفكرة لم تكن متجذرة بعمق في اليهودية التوراتية  بل صاغها الحاخامات الفريسيون ورفعوها لتصبح من مبادئ الإيمان اليهودية. هذا وأشار العمل إلى التناقضات بين اليهودية التوراتية واليهودية الربانية، معلنًا أن اليهودية الحاخامية عبارة عن تراكمات للطقوس والاحتفالات والممارسات الميكانيكية. في رأيه، كانت خالية تمامًا من المفاهيم الروحانية والفلسفية.
أصبح الكتاب مثيراً للجدل بين الجالية اليهودية المحلية، التي أبلغ قادتها سلطات المدينة أن هذا الكتاب بمثابة هجومٍ على المسيحية كما اليهودية، فأحرقوه على الملأ وغُرّم كوستا بمبلغ كبير. عام 1627، كان كوستا قد أصبح من سكان أوترخت، وكانت علاقته مع مجتمع أمستردام غير مرحبة به لدرجة أنه اضطر إلى الاستفسار من حاخام البندقية، يعقوب ها-ليفي، عما إذا كانت والدته العجوز مؤهلة للحصول على مدفن في مدينتهم. توفيت والدته في العام التالي وعاد أورييل إلى أمستردام. في النهاية، كان الشعور بالوحدة أكبر من قدرته على التحمل، فوافق عام 1633 على شروط المصالحة، التي لم يورد تفاصيلها في سيرته الذاتية، وقبل من جديد في المجتمع.
بعد ذلك بفترة وجيزة، حوكم كوستا من جديد؛ واجه اثنين من المسيحيين الذين أعربوا له عن رغبتهم في اعتناق اليهودية. مستندًا لآرائه، أثناهم عن القيام بذلك. نُبذ وفصل تمامًا من المجتمع اليهودي بناءً على هذه الاتهامات والتهم السابقة التي واجهها بما يخص الكشروت. كما يصفها هو، فقد عاش لمدة سبع سنوات في عزلة افتراضية ونبذته أسرته وتورط في نزاعات مدنية ومالية معهم. بحثًا عن المساعدة القانونية، قرر العودة إلى الاندماج فاتبع التقاليد والممارسات بحذافيرها، على الرغم من عدم قناعته بها. سعى للمصالحة بشتى السبل، وكعقوبة على آرائه المهرطقة في الدين، حكم عليه بـ 39 جلدة في الكنيس البرتغالي في أمستردام، ثم أجبر على الاستلقاء على الأرض بينما كانت الجماعة تدوس عليه. ترك هذا الأمر أثرًا معنويًا كبيرًا وسعى إلى الانتقام من الرجل (ابن عمه أو ابن أخيه) الذي قدمه للمحاكمة قبل سبع سنوات.
تشكّل هذه الطقوس المهينة النقطة المثيرة الأخيرة من سيرته الذاتية. يبلغ طول هذه الوثيقة بضع صفحات، وقد أُرسلت للطباعة باللغة اللاتينية بعد عدة عقود من وفاته، بعنوان «مثال على حياة إنسان». يحكي دا كوستا قصة حياته وتطوره الفكري وتجربته كضحية للتعصب الديني، كما يعبر عن وجهات نظر عقلانية ومشككة: إنه يشك فيما إذا كان القانون التوراتي نصًا إلهيًا أو ما إذا كان موسى قد كتبه، كما يشير إلى أن كل الديانة كانت اختراعًا بشريًا رافضًا على وجه التحديد الديانة الرسمية وطقوسها. كان يرسم دينًا يعتمد فقط على القانون الطبيعي، حيث لا فائدة لله في الطقوس الفارغة ولا في العنف أو الصراعات.
يتفق تقريران على أن كوستا قد انتحر في أمستردام عام 1640: يوهانس مولر، عالم لاهوت بروتستانتي في هامبورغ يقدر أن الانتحار حصل في شهر أبريل، ويضيف الداعية الواعظ الريمونسترانتي في أمستردام فيليب فان ليمبورغ أنه شرع في إنهاء حياة شقيقيه (أو ابن شقيقه) وحياته هو. يقال إنه أمسك بمسدس وأطلق النار لكنه لم ينجح بالانتحار، فأمسك مسدسًا آخر وأطلق النار من جديد ليموت ميتة شنيعة.

## تأثيره
يمكن النظر لأوريل دا كوستا من عدة زوايا وبعدة طرق. في حياته، لم يلهم كتابه «الامتحانات» إجابة سيلفا فحسب، بل ألهم أيضًا كتاب منسيح بن إسرائيل «قيامة الموتى» (1636) الموجه ضد «الصدوقيين»، واستحصل على مكان له في دليل الكتب المحرمة التي حظرتها الكنيسة الرومانية الكاثوليكية.
على صعيد داخلي بالنسبة لليهودية، كان ينظر إليه على أنه مهرطق مزعج أو على أنه شهيد ضد تعصب الحاخامات اليهود، كما كان ويُنظر إليه باعتباره سباقًا للفيلسوف الهولندي من الأصول السفاردية باروخ سبينوزا والنقد التوراتي الحديث.

## روابط خارجية
- أورييل دا كوستا على موقع الموسوعة البريطانية (الإنجليزية)